# Typhlocyba bakeri
Typhlocyba bakeri är en insektsart som beskrevs av Crevecoeur 1905. Typhlocyba bakeri ingår i släktet Typhlocyba och familjen dvärgstritar.
Artens utbredningsområde är Kansas. Inga underarter finns listade i Catalogue of Life.